# カースィム・サイード
カースィム・サイード（アラビア語: قاسم سعيد、Qasim Said、1989年4月20日 - ）は、オマーンのプロサッカー選手。オマーン・リーグのアル・ナスルSCSC所属のFW、MF。サッカーオマーン代表、元同U-23代表。
日本語では「カシム・サイド」「カシム・サイード」と、英語では「Qasim Hardan」と表記されることもある。

## 来歴

### 代表
ガルフ五輪選手権（ガルフ五輪カップ）2011の優勝メンバーで、同大会では準決勝で1ゴールを記録している。2011年のパンアラブ競技大会出場。
ガルフカップ2010出場。西アジアサッカー選手権2012では3位決定戦での決勝ゴールを含む4得点をあげ得点王となった。

## タイトル
代表
ガルフ五輪選手権 2011
個人
西アジアサッカー選手権2012 得点王